# Ушаков, Кирилл Андреевич
Кирилл Андреевич Ушаков (1832—1907) — русский военный деятель и правовед, генерал от инфантерии (1902).

## Биография
Родился 20 февраля (3 марта) 1832 года. В службу вступил в 1851 году. В 1852 году после окончания Дворянского полка произведён в прапорщики. В 1853 году произведён в подпоручики. Участник Крымской войны с 1853 года, в 1854 году был контужен. В 1855 году произведён в поручики. В 1861 году произведён в штабс-капитаны.
В 1865 году после окончания Александровской военно-юридической академии по 1-му разряду произведён в капитаны с назначением старшим адъютантом Казанского военного округа. В 1868 году произведён в подполковники.
В 1869 году произведён в полковники.
С 1874 года назначен военным судьёй. Участник Русско-турецкой войны с 1877 года. В 1881 году произведён в генерал-майоры. С 1884 года назначен председателем Военно-окружного суда Одесского военного округа. С 1890 года назначен постоянным членом Главного военного суда Российской империи. В 1891 году произведён в генерал-лейтенанты. В 1902 году произведён в генералы от инфантерии.
Умер 2 (15) декабря 1907 года.

## Награды
Награды
- Орден Святой Анны 4-й степени  (1854)
- Орден Святого Станислава 3-й степени (1859)
- Орден Святой Анны 3-й степени  (1864)
- Орден Святого Станислава 2-й степени  (1866)
- Орден Святой Анны 2-й степени  (1876)
- Орден Святого Владимира 4-й степени за XXV лет  (1877)
- Орден Святого Владимира 3-й степени (1878)
- Орден Святого Станислава 1-й степени  (1884)
- Орден Святой Анны 1-й степени (1887)
- Орден Святого Владимира 2-й степени  (1890)
- Орден Белого орла  (1895)
- Орден Святого Александра Невского  (1901)